# Mar-a-Lago
Mar-a-Lago (udtalelse: /mɑːrəˈlɑːɡoʊ/ fra spansk og betyder "hav-til-sø") er et palæ og en ejendom i Palm Beach, Florida, der blev opført i perioden fra 1924 til 1927 af rigmandsarvingen Marjorie Merriweather Post. Mar-a-Lago blev d. 23 december 1980 udpeget som en National Historic Landmark. Ejendommen har siden 1985 været ejet af Donald J. Trump.
Mar-a-Lago indeholder samlet 126 værelser fordelt på i alt godt 5.800 m2. Palæet har siden 1994 ligeledes omfattet Mar-a-Lago Club, som er en klub kun for medlemmer. Klubben omfatter værelser, en spa og andre faciliteter i hotelstil.
Marjorie Merriweather Post havde, ved sin død i 1973, testamenteret ejendommen til National Park Service, i håb om, at den kunne bruges til statsbesøg eller som det "Det Hvide Hus i vintermånederne" (engelsk: "Winter White House"). Som følge af at omkostningerne ved at vedligeholde ejendommen oversteg de økonomiske midler, der var blevet stillet til rådighed af Marjorie Merriweather Post, og det var vanskeligt at opretholde sikkerheden ved ejendommen (da det er placeret i flyvebanen til Palm Beach Lufthavn), blev ejendommen returneret til Post Foundation i 1981 gennem en lov vedtaget af Kongressen. Post Foundation – som var kontrolleret af Dina Merrill og Posts to andre døtre – udbød efterfølgende ejendommen til salg til en pris på 20 millioner dollars. Da man forventede et nærtstående salg, blev vedligeholdelsen af ejendommen forsømt. Ejendomme så dog ikke megen interesse blandt potentielle købere..
Donald Trump købte Mar-a-Lago i 1985 for omkring 10 millioner dollars. Han brugte palæet som bolig i otte år, før han omdannede det til Mar-a-Lago Club. Hans familie har private boliger i et separat og lukket område af huset. Trump besøgte der ofte under sin embedsperiode som præsident for USA og refererede til det som "Winter White House" og hans " Sydlige Hvide Hus". Efter Trump blev præsident i januar 2017, dannede Mar-a-Lago rammerne for flere møder med højtstående internationale ledere, herunder eksempelvis den japanske premierminister Shinzō Abe og den kinesiske præsident Xi Jinping. I september 2019 registrerede Donald og Melania Trump Mar-a-Lago som deres primære bopæl.
Mar-a-Lago er det næststørste palæ i delstaten Florida (kun efterfulgt af Versailles i Windermere) og det 20. største palæ i USA. I 2018 anslog Forbes, at værdien af palæet var omkring 160 millioner dollars, hvilket derpå repræsenterede en 16-dobling af værdien, sammenlignet med Trumps initiale købspris fra 1985 (10 millioner dollars).

## Navnets oprindelse
Mar-a-Lago betyder "hav-til-sø" på spansk og henviser til det faktum, at palæet strækker sig over hele bredden af Palm Beach – fra Atlanterhavet til det, der i dag er Intracoastal Waterway (tidligere Lake Worth).